# Comuna Fildu de Jos, Sălaj
Fildu de Jos este o comună în județul Sălaj, Transilvania, România, formată din satele Fildu de Jos (reședința), Fildu de Mijloc, Fildu de Sus și Tetișu.
Din punct de vedere etnografic, comuna face parte din Țara Călatei (în maghiară Kalotaszeg).

## Demografie
Componența etnică a comunei Fildu de Jos
     Români (50,86%)
     Romi (25,78%)
     Maghiari (15,16%)
     Alte etnii (0%)
     Necunoscută (8,2%)
Componența confesională a comunei Fildu de Jos
     Ortodocși (65,62%)
     Reformați (14,61%)
     Penticostali (10,86%)
     Alte religii (0,47%)
     Necunoscută (8,44%)
Conform recensământului efectuat în 2021, populația comunei Fildu de Jos se ridică la 1.280 de locuitori, în scădere față de recensământul anterior din 2011, când fuseseră înregistrați 1.441 de locuitori. Majoritatea locuitorilor sunt români (50,86%), cu minorități de romi (25,78%) și maghiari (15,16%), iar pentru 8,2% nu se cunoaște apartenența etnică. Din punct de vedere confesional, majoritatea locuitorilor sunt ortodocși (65,62%), cu minorități de reformați (14,61%) și penticostali (10,86%), iar pentru 8,44% nu se cunoaște apartenența confesională.

## Politică și administrație
Comuna Fildu de Jos este administrată de un primar și un consiliu local compus din 9 consilieri. Primarul, Nicolae Marin Albert[*], de la Partidul Național Liberal, este în funcție din iunie 2017. Începând cu alegerile locale din 2024, consiliul local are următoarea componență pe partide politice:
|  | Partid                                 | Consilieri | Componența Consiliului | Componența Consiliului | Componența Consiliului |
|  | -------------------------------------- | ---------- | ---------------------- | ---------------------- | ---------------------- |
|  | Partidul Național Liberal              | 3          |                        |                        |                        |
|  | Partidul Social Democrat               | 3          |                        |                        |                        |
|  | Uniunea Democrată Maghiară din România | 2          |                        |                        |                        |
|  | Alianța pentru Unirea Românilor        | 1          |                        |                        |                        |

## Atracții turistice
- Biserica de lemn „Pogorârea Duhului Sfânt” din satul Fildu de Sus, construcție 1727, monument istoric
- Biserica reformată din satul Tetișu, construcție secolul al XIV-lea

## Imagini

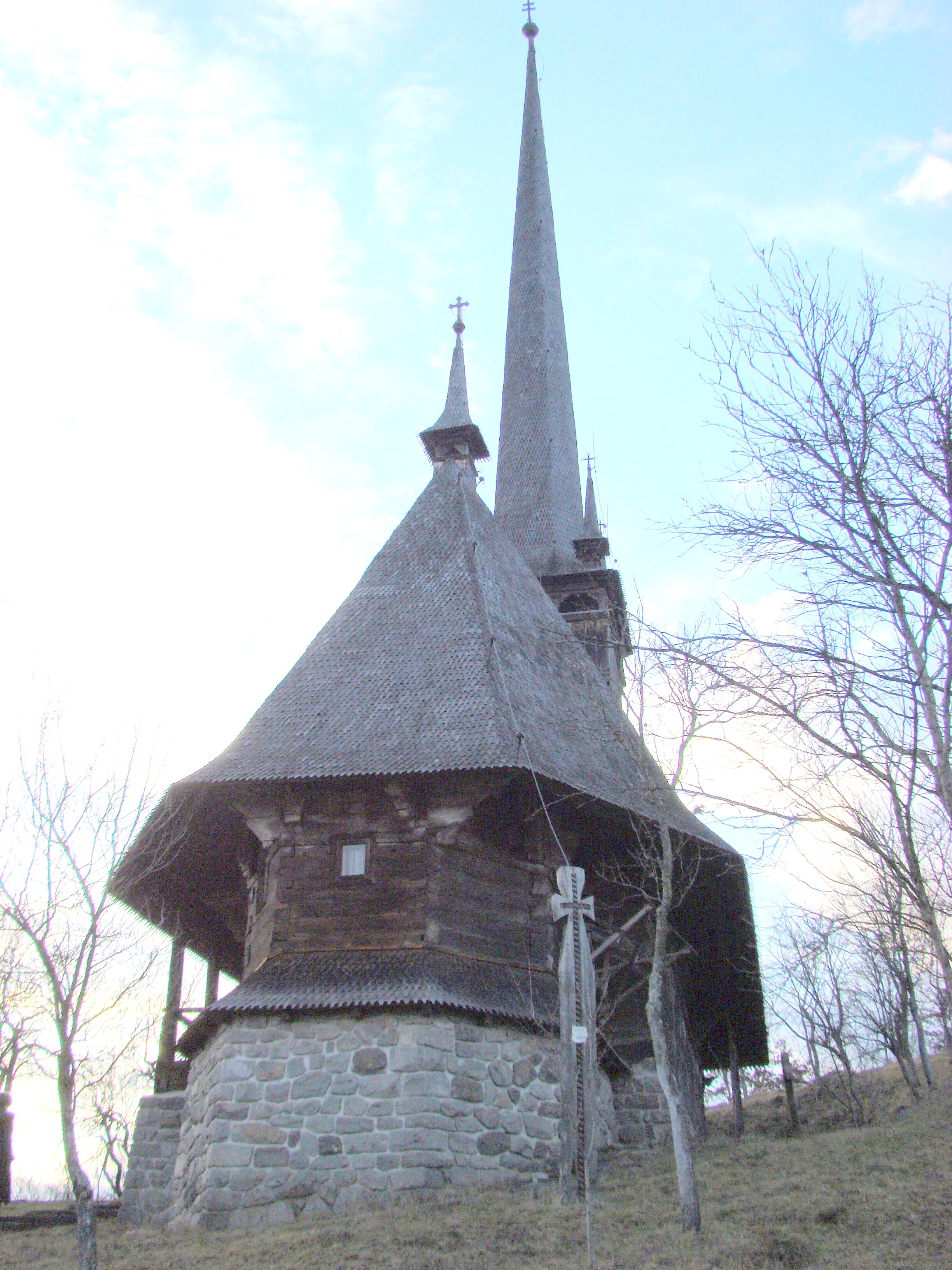
Biserica de lemn din Fildu de Sus (monument istoric)
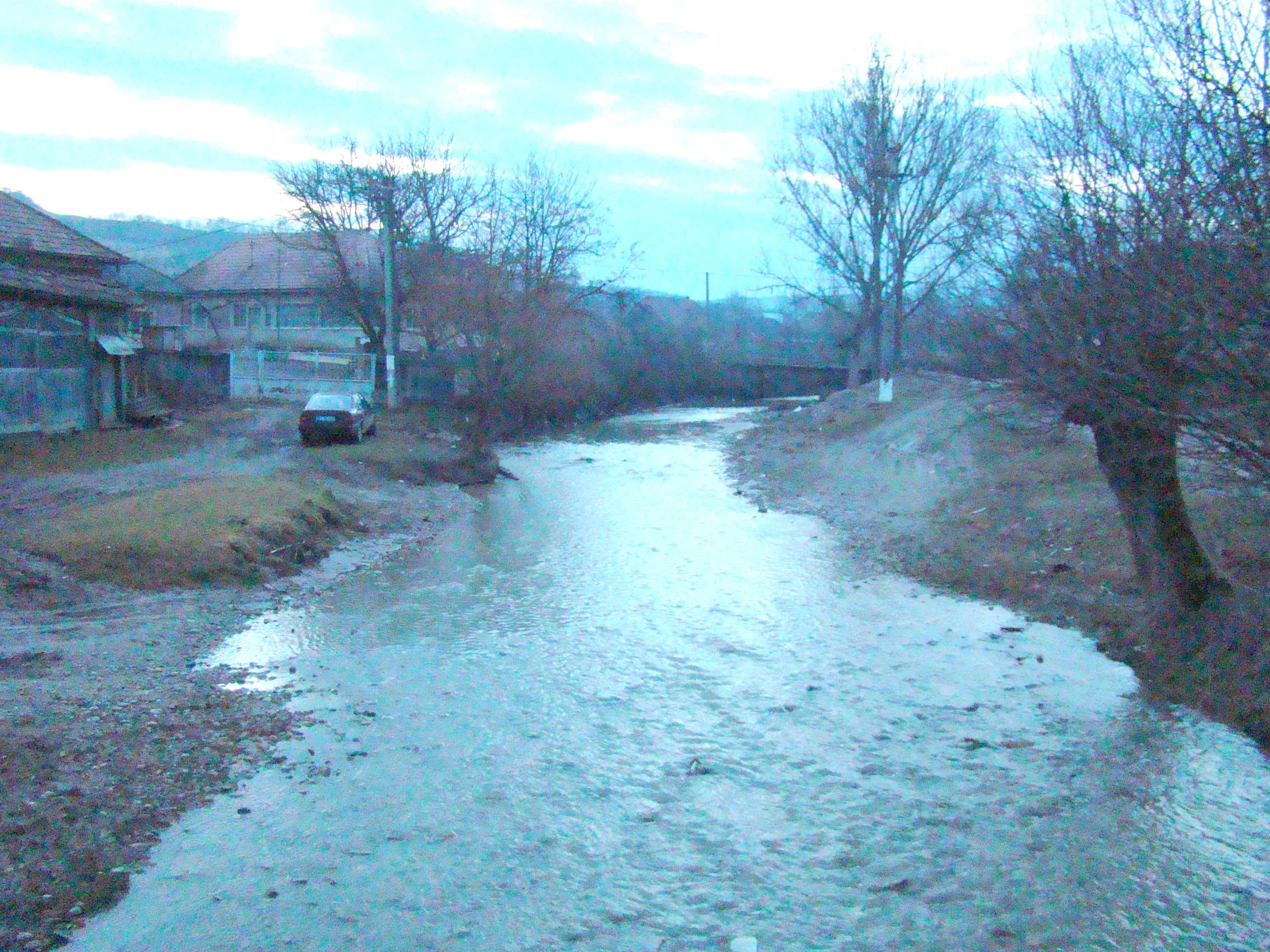
Râul Almaş
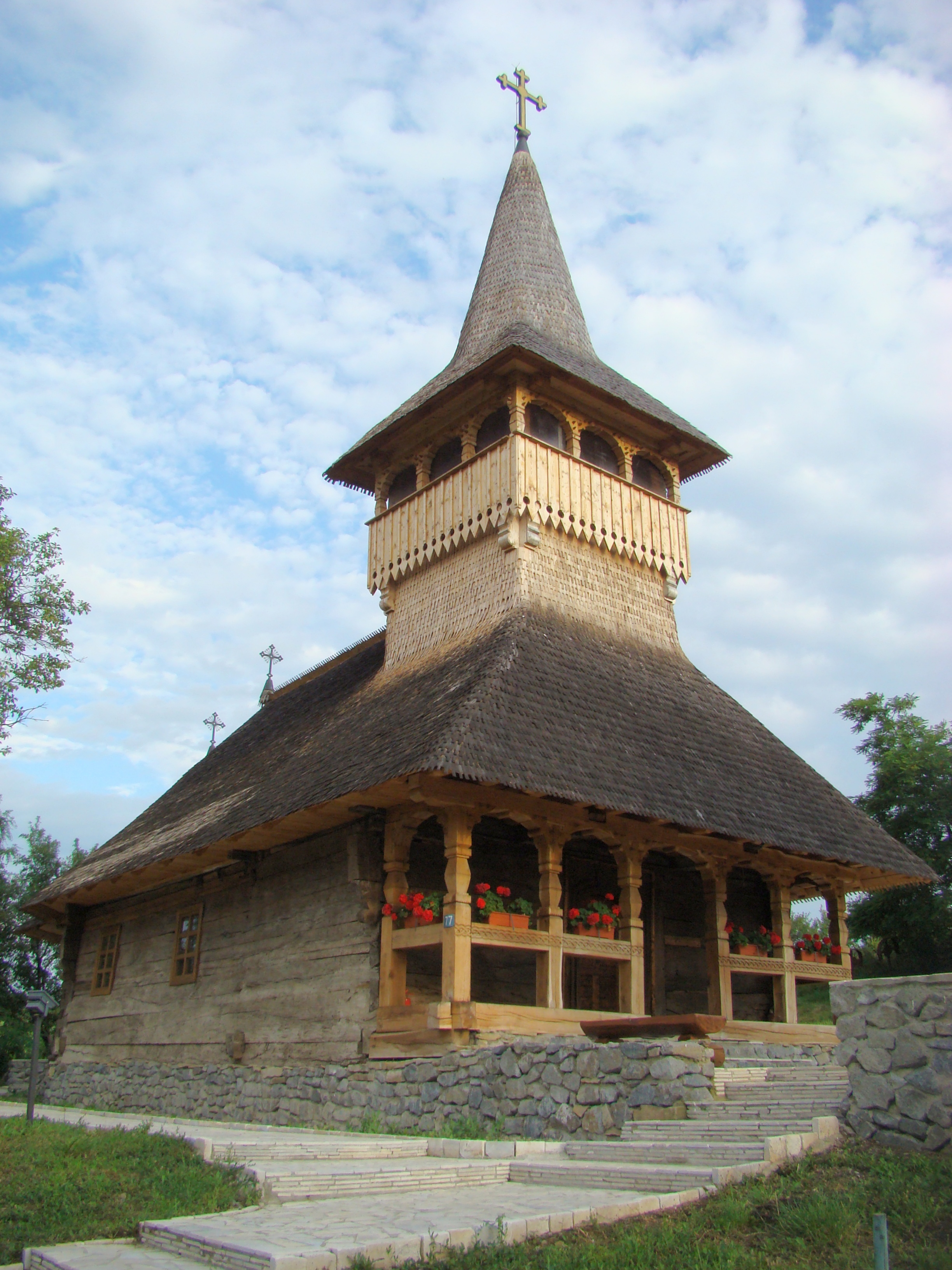
Biserica de lemn din Fildu de Mijloc (mutată în Câmpenești, Cluj)
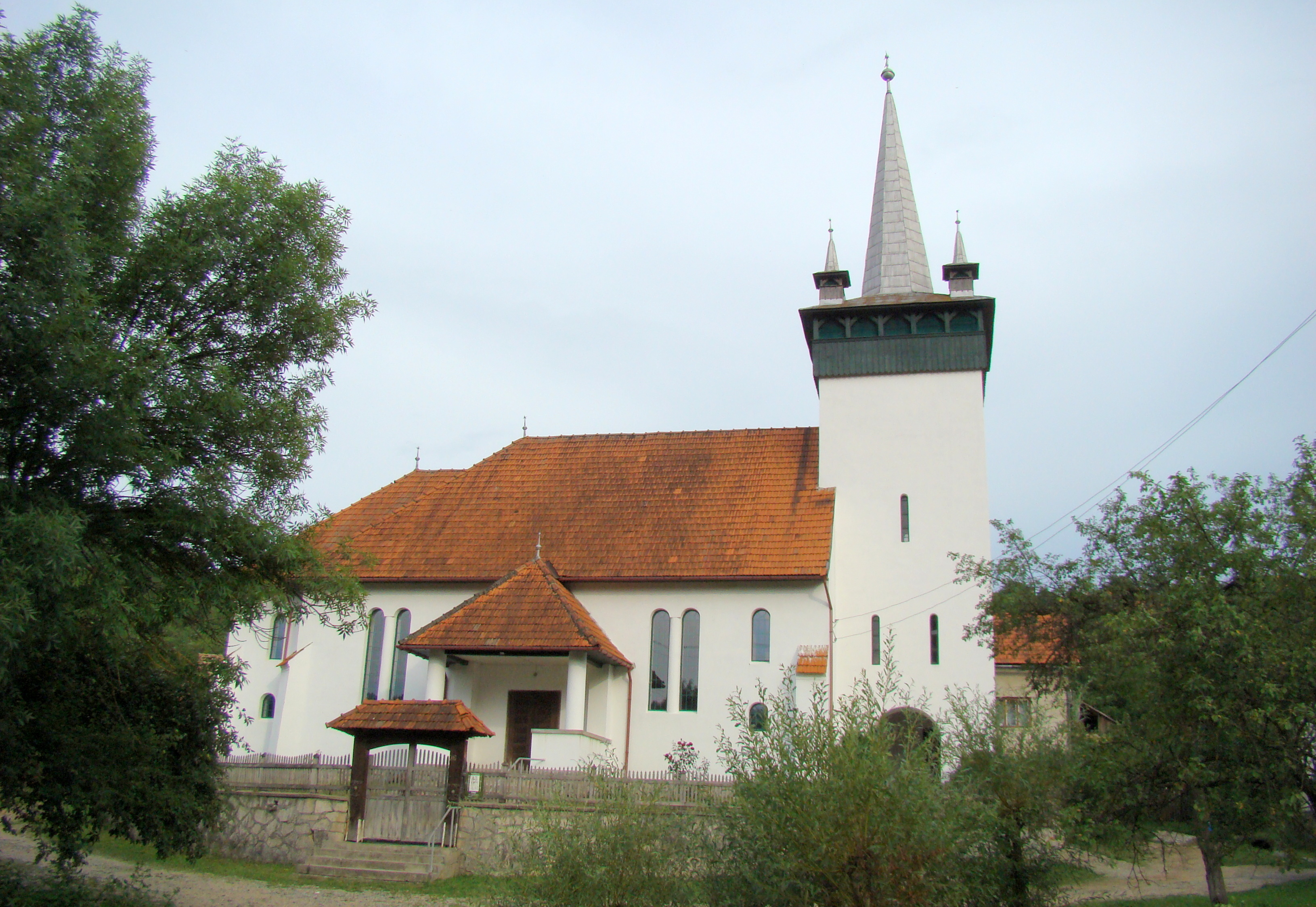
Biserica reformată din satul Tetișu (monument istoric)
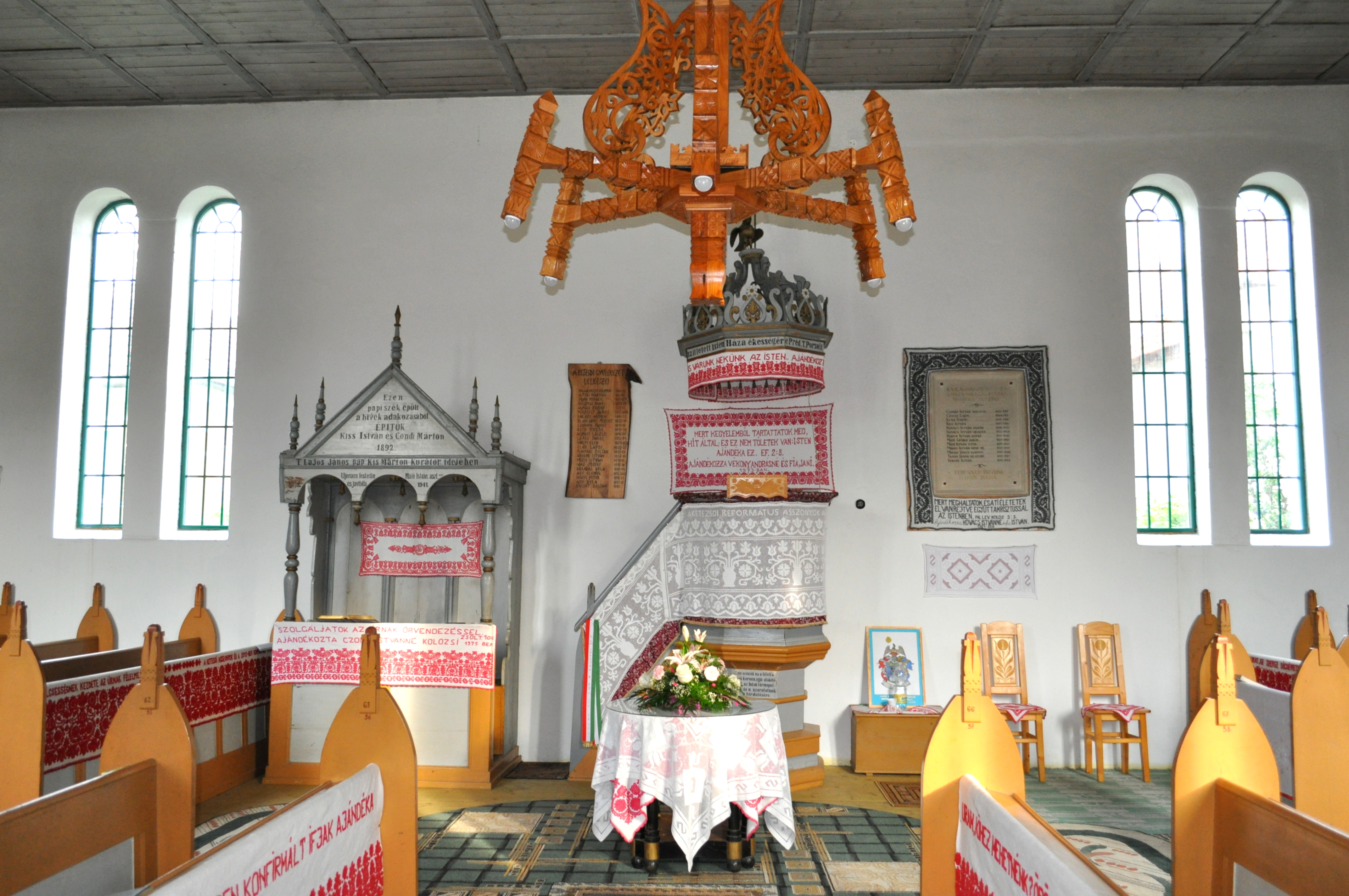
Biserica reformată din satul Tetișu (interiorul)